# Dipeptidasa E
La dipeptidasa E (EC 3.4.13.21, también conocida como aspartil dipeptidasa, peptidasa E, producto del gen PepE (Salmonella typhimurium); es una enzima bacteriana que cataliza una reacción de hidrólisis sobre un dipéptido que comienza (extremo N-terminal) con el aminoácido ácido aspártico.
Esta enzima por lo tanto cataliza la siguiente reacción química:
Esta enzima no actúa sobre péptidos cuyo aminoácido N-terminal sea glutámico, asparragina o glutamina, tampoco es capaz de escindir péptidos en los cuales el aminoácido N-terminal es isoaspártico.
No es necesario para la actividad de la enzima que el dipéptido tenga un grupo carboxilo libre.